# Малая Жадунка
Малая Жадунка — деревня в Ядровской волости Псковского района Псковской области.
Расположена в 11 км к юго-востоку от южной границы Пскова и деревни Черёха.
Численность населения деревни по состоянию на 2000 год составляла 6 жителей (включая деревню Большая Жадунка).